# عرفان حسين يزدي

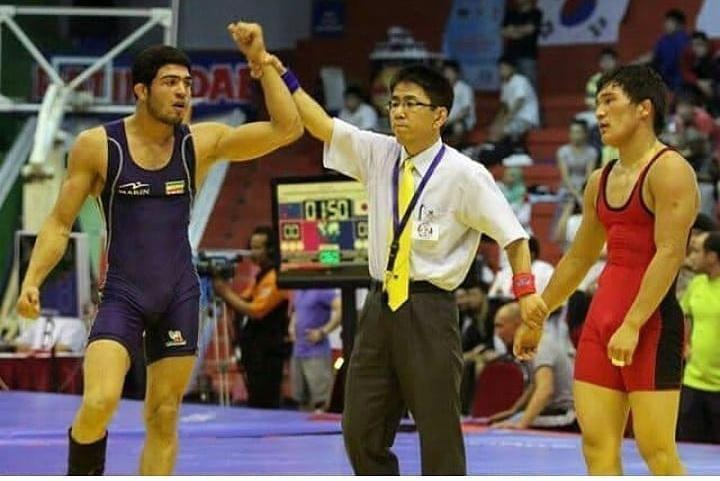
عرفان حسين يزدي

عرفان حسين يزدي (بالفارسية: عرفان حسین یزدی)؛ ولد في 10 مارس 1991) هو مصارع حر من طهران لصالح المنتخب الإيراني. حصل على الميدالية البرونزية في بطولة المصارعة الآسيوية 2012.2012 .